# Mario Escobar padre
Mario Escobar (* 1916; † 1984) war ein chilenischer Tenorsaxophonist. Er zählt zu den Pionieren der Jazzmusik in Chile.

## Leben und Wirken
Escobar spielte als Kind Violine, ohne jedoch eine reguläre Ausbildung zu bekommen, und spielte ab 1932 in verschiedenen Tanzorchestern, bevor er 1936 zum Tenorsaxophon wechselte. Er spielte 1937–38 im Orchester von Buddy Day, dann in dem von Bernardo Lacasia und in Peru mit den Rhythm Serenaders.
1939 gründete er mit dem Gitarristen Luis Silva die Los Indios Rítmicos. Er wirkte als Gast beim Debüt von Luis Aránguiz’ Ases del Ritmo mit und gründete in Valparaiso die Royal Swingers, mit denen er im Cabaret Royale auftrat und die Musik Glenn Millers bekannt machte.
1942 kehrte er in das Orchester von Buddy Day zurück, daneben nahm er an zahlreichen Jam Sessions teil und wirkte an Plattenaufnahmen der Ases Chilenos del Jazz mit. Mitte der 1950er Jahre wurde er Mitglied des Orchesters von Federico Ojeda, mit dem er beim Radiosender Minería auftrat. Er spielte daneben in verschiedenen Tanzorchestern und nahm als Studiomusiker an Plattenaufnahmen teil. Mitte der 1960er Jahre trat er als Gast in Omar Nahuels Jazzquartett auf und spielte mit seinem Sohn Mario, der Saxophonist des Quartetts war, Count Basies Party blues.